# 豊姫 (真田幸道正室)
豊姫（とよひめ、万治2年12月10日（1660年1月22日） - 享保18年7月5日（1733年8月14日））は、伊予宇和島藩主伊達宗利の娘で、信濃松代藩主真田幸道の正室。

## 経歴
万治2年12月10日、宇和島藩2代藩主伊達宗利の娘として江戸藩邸で生まれる。延宝元年（1673年）7月26日、真田幸道に嫁ぐ。
長野市松代町西条の恵明寺に霊屋がある。

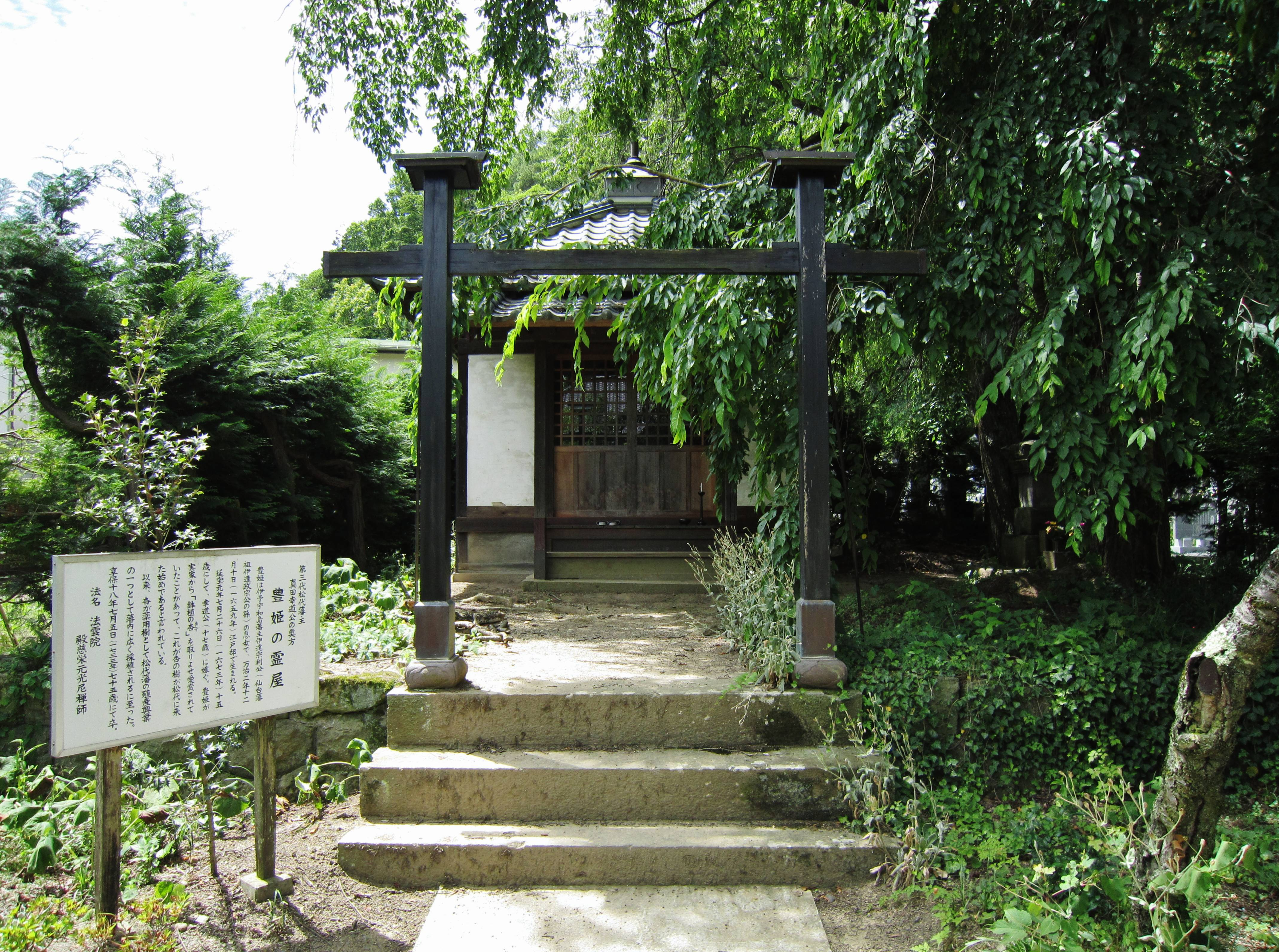
霊屋（恵明寺）
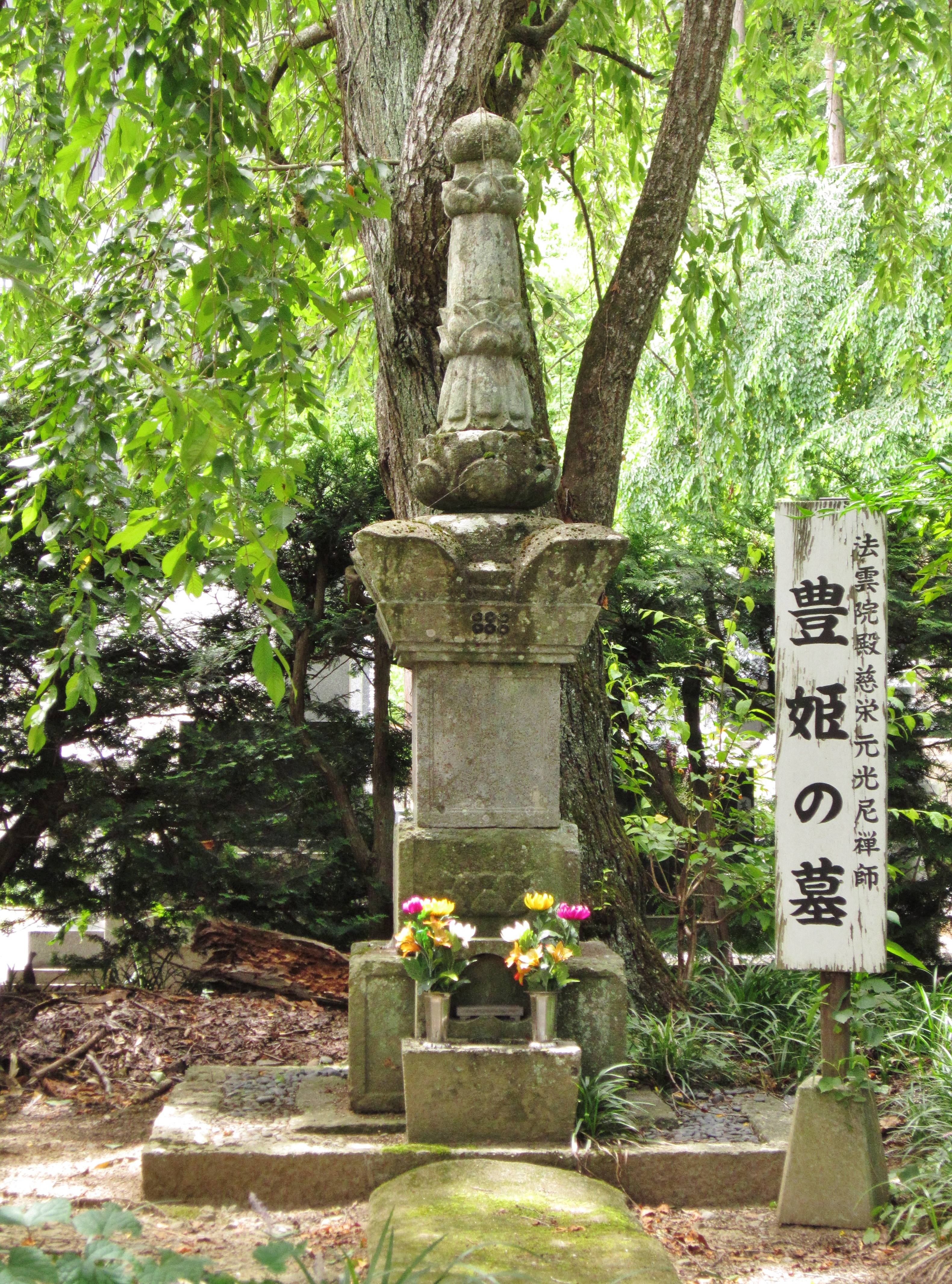
墓（恵明寺）

## 逸話
豊姫が嫁いだ際、故郷を偲ぶ品としてアンズの種子を持参したのが、松代名産のアンズの始まりとする説がある。杏仁が咳止め薬として珍重され、松代藩は東条村（現在の長野市松代町東条）で栽培を始め、森村・倉科村・生萱村（以上は現在の千曲市の一部）・石川村（現在の長野市篠ノ井の一部）などへ苗木を配布し、栽培を奨励した。今日に至るまで生産が盛んになったと言われている（松代藩は1848年（嘉永元年）に杏仁の専売を開始）。